# نظام نقل فضائي مأهول
كان نظام النقل الفضائي للطاقم (CSTS)، أو نظام النقل المتقدم للطاقم (ACTS)، تصميمًا مقترحًا لمركبة فضائية مأهولة لعمليات المدار الأرضي المنخفض مثل خدمة محطة الفضاء الدولية، ولكنه قادر أيضًا على استكشاف القمر وما بعده. كان في الأصل مشروعًا مشتركًا بين وكالة الفضاء الأوروبية (ESA) وRoscosmos ، لكنه أصبح فيما بعد مشروع إيسا فقط. تم تصور هذه الدراسة كخطة إستراتيجية أساسية لإبقاء برنامج رحلات الفضاء البشرية الأوروبي القابل للتطبيق على قيد الحياة.
أكملت CSTS مرحلة الدراسة الأولية، التي استمرت 18 شهرًا من سبتمبر 2006 إلى ربيع 2008، قبل إغلاق المشروع قبل مؤتمر الدول الأعضاء في إيسا في نوفمبر 2008. ومع ذلك، ينفي رئيس وكالة الفضاء الأوروبية أن تكون خطة تطوير مركبة النقل المؤتمتة بديلاً ولا تزال المحادثات جارية حول ما إذا كان سيتم الاستمرار في تمويل خطة ACTS أم لا. اعتبارًا من أواخر تشرين الثاني (نوفمبر) 2008، اقتصر تمويل المشروع على دراسة جدوى مع إمكانية إطلاق مركبة فعلية في موعد لا يتجاوز عام 2017.
في عام 2009 اعلنت روسيا أنها ستستخدم نسخة من التصميم الأصلي لـنظام نقل فضائي مأهول وأعيدت تسميتها بنظام النقل التجريبي المحتمل (PPTS). قررت وكالة الفضاء الأوروبية (إيسا) استخدام ACTS (نظام نقل الطاقم المتقدم)، وهو تطور لمركبة CSTS التي ستكون نسخة مطورة من مركبة النقل الفضائية ATV . في منتصف عام 2009، مُنحت شركة EADS Astrium دراسة بقيمة 21 مليون يورو لتصميم نموذج بديل للمركبة الأوروبية ATV التي يُعتقد أنها الآن أساس تصميم ACTS. منذ أوائل عام 2013، بدأت وكالة الفضاء الأوروبية ووكالة ناسا التعاون في تطوير وحدة الخدمة الأوروبية للإصدار الحالي من مركبة أوريون الفضائية. وقد أدى هذا إلى وضع جهود وكالة الفضاء الأوروبية السابقة فيما يتعلق بمشتق مأهول من المركبة الفضائية ATV في حالة من عدم اليقين. اعتبارًا من صيف 2015، لم يتم الكشف عن أي تطورات جديدة معروفة في مشروع CSTS / ACTS للجمهور.

## خلفية

### نظام نقل فضائي مأهول كإجابة على مركبة أوريون
في عام 2004، أعلن جورج دبليو بوش عن رؤية لاستكشاف الفضاء، وهو برنامج يتضمن عودة الولايات المتحدة إلى القمر بحلول عام 2020 ومهمة مأهولة إلى المريخ بحلول عام 2030.
لهذه الأغراض كان من المقرر تطوير مركبة أوريون الفضائية. استفسر مسؤولو وكالة الفضاء الأوروبية عما إذا كان من الممكن أن يكونوا جزءًا من برنامج الاستكشاف هذا،  ومع ذلك تلقوا ردًا سلبيًا. صرح جان جاك دوردين، المدير العام لوكالة الفضاء الأوروبية فيما يتعلق بهذا الرفض من قبل ناسا: «لقد أخبرني مايك جريفين وماربورغر أن CEV ليست من أجل التعاون الدولي. ولكن إذا لم تشارك أوروبا في أنظمة النقل من الجيل التالي، فسنبقى إلى الأبد شريكًا من الدرجة الثانية.» 
في مقابلة في يوليو 2006 مع نيو ساينتست، اقترح مدير ناسا مايكل جريفين الاهتمام بالتعاون الدولي في السياق العام لخطط استكشاف القمر التابعة لناسا. «ستعود الولايات المتحدة إلى القمر، لكننا نعتقد أننا سنفعلها بشكل أفضل وستكون أكثر فائدة للجميع إذا تمكنت من القيام بذلك بصحبة أكبر عدد ممكن من شركائنا في محطة الفضاء الدولية، ومع شركاء جدد.»  في هذا البيان يتحدث غريفين عن تعاون عام وليس تعاونًا في تطوير مركبة أوريون، المركبة الفعلية التي سيتم استخدامها في مهمات القمر والتي ستكون مركبة فضائية أمريكية بالكامل.

### التعاون مع روسيا
منذ عام 2004 كانت وكالة الفضاء الأوروبية تجري محادثات مع روسكوزموس حول التعاون من أجل تطوير كليبر، المشروع الذي خلف روسيًا لمركبة سويوز الفضائية، والتي كانت في الخدمة منذ عام 1967. بينما كانت إدارة وكالة الفضاء الأوروبية متحمسة لهذا التعاون، رفضت الدول الأعضاء فيها التمويل لدراسة التصميم والتعاون في ديسمبر 2005 . ويرجع ذلك أساسًا إلى أن بعض الدول الأعضاء شعر أن وكالة الفضاء الأوروبية ستكون مجرد مساهم صناعي ثانوي في البرنامج، في حين أن روسيا ستطور بالفعل وتصمم مركبة الفضاء كليبر.
على الجانب الروسي كان مفهوم نظام النقل المتقدم للطاقم، ACTS ، باعتباره نوعًا من "Euro-Soyuz" خلال عام 2006، عندما أدركت السلطات الروسية أن اقتراحها لاستبدال سويوز بـ كليبر كان طموحًا للغاية من حيث التمويل.
بعد رفض وكالة الفضاء الأوروبية في ديسمبر 2005 لكليبر، أكد جان جاك دوردين أنه لا يزال من الممكن اتخاذ قرار بشأن التعاون مع روسيا في مركبة فضائية جديدة في يونيو 2006. في 13 يونيو 2006 ذكرت الصحافة أن مشروع كليبر المجنح قد تم استبداله بدراسة لتطوير كبسولة في إطار برنامج نظام نقل الطاقم المتقدم الذي ستموله وكالة الفضاء الأوروبية.  على الرغم من هذا الرفض من قبل وكالة الفضاء الأوروبية كان كليبر برنامجًا روسيًا لا يزال من الممكن أن يتم تمويله بالكامل من قبل FKA - على الرغم من أن هذا لم يكن مرجحًا إذا كانت روسيا وأوروبا ستواصلان حقًا مفهوم نظام نقل فضائي للطاقم معًا. في منتصف يوليو 2006 تم إلغاء عملية مناقصة كليبر، بسبب عدم وجود فائزين.
تضمنت الأسباب المقدمة لاختيار نظام نقل فضائي مأهول بدلاً من كليبر أن الأول سيوفر لأوروبا إمكانية أن تكون شريكًا كاملاً في برنامج روسي أوروبي، لأن الهيكل المعياري (انظر أدناه) يسمح بتقسيم مسؤوليات التصميم بين الشركاء (على سبيل المثال، يمكن أن تكون روسيا مسؤولة عن التصميم العام لكبسولة إعادة الدخول، بينما تعمل أيسا على وحدة السكن وما إلى ذلك.).
تم التعهد بدفع حوالي 15 مليون يورو لبرنامج نظام نقل فضائي مأهول في اجتماع إيسا العادي في 21 يونيو و 22 يونيو 2006. كان من المقرر طلب مزيد من التمويل للدراسة في اجتماع إيسا القادم في يوليو.  كلا الشريكين، روسيا ووكالة الفضاء الأوروبية، كانا سيتحملان التكاليف الخاصة بهما في أول عامين من البرنامج. قال مانويل: «نحن ندخل الآن مرحلة من العمل مع الروس حيث سنضع تصميمًا أوليًا للمركبة، ونضع كل الإطار القانوني للعملية ونحدد حصة العمل لكل طرف، ونحدد جوانب التطوير». فالس، رئيس قسم السياسات والخطط في برنامج الطيران الفضائي البشري والجاذبية الصغرى والاستكشاف التابع لوكالة الفضاء الأوروبية. 
أفادت وسائل الإعلام الروسية في 4 يوليو / تموز 2006 أن رئيس روسكوزموس أناتولي بيرمينوف التقى مع جان جاك دوردين لمناقشة اقتراح لجنة العلم والتكنولوجيا. ومع ذلك، لم يتم التوقيع على اتفاق بين الروس والأوروبيين نتيجة لذلك. 
وفي 18 يوليو 2006 أعلن بيرمينوف أنه تم إلغاء المناقصة الروسية لمركبة كليبر الفضائية.  ولوحظ أن اقتراح ACTS قد حصل على دعم أكبر بين الدول الأعضاء في وكالة الفضاء الأوروبية أكثر من تصميم كليبر. 

### عرض فارنبورو الجوي
أعلن جان جاك دوردين في معرض فارنبورو الجوي في 25 يوليو 2006 أن الدراسة التعاونية مع روسكوزموس على المركبة الفضائية إيه سي تي إس ستبدأ في سبتمبر 2006 وتنتهي في أوائل عام 2008: «لذلك في غضون 18 شهرًا سنحصل على [كذا] ] اقتراح لتقديمه لوزرائنا لتطوير مثل هذه المركبة». تم التأكيد على أن مساهمة إيسا المالية في هذه الدراسة ستكون 15 مليون يورو مشتركة بين سبع دول أعضاء في إيسا. مجالات عمل الدراسة هي:
- تصميم نظام أولي لفحص تكوين المركبة
- تصميم نظام فرعي مفصل بما في ذلك آلية للتشابك
- تطوير آليات اتفاقيات التعاون، وكذلك قرارات مشاركة العمل من أجل تنمية شاملة
- رحلات قمرية مأهولة

## التصميم الكلي
بعد الانتهاء من مرحلة الدراسة الأولية في مايو 2008، أعلنت FKA وإيسا أن التصميم العام الذي تم اختياره كان عبارة عن كبسولة مخروطية الشكل مزودة بوحدة خدمة مشتقة من مركبة النقل المؤتمتة. يجب أن يكون للمركبة الفضائية CSTS كتلة إجمالية قدرها 18.000 كيلوغرام. ومع ذلك، فإن الكتلة المشتركة للكبسولة ووحدة الخدمة قد لا تكون بهذا القدر.  
تتبع ACTS شكل مركبة سويوز الروسية من خلال وجود وحدة هبوط / صعود منفصلة ووحدة مدارية قابلة للفصل. تشبه وحدة النزول إلى حد ما وحدة قيادة المركبة الفضائية الأمريكية أبولو بينما تشبه الوحدة المدارية نسخة من مركبة النقل المؤتمتة.

## احتمالات البعثات خارج المدار الأرضي المنخفض
أشار مانويل فالس، رئيس قسم السياسات والخطط في برنامج الطيران الفضائي البشري والجاذبية الصغرى والاستكشاف التابع لوكالة الفضاء الأوروبية، بشأن مسألة مركبات الإطلاق المتاحة للمركبة الفضائية CSTS إلى أنه «على الرغم من عدم وجود شيء نهائي في هذه المرحلة، [...] فنعتقد أننا والروس أنه من الحصافة والأكثر كفاءة وفعالية أن نسير على مرحلتين وليس واحدة. تم الانتهاء من المرحلة الأولى بالفعل بــ ساتورن 5 و Apollo. إن القيام بذلك الآن يتطلب تطوير نظام إطلاق جديد تمامًا وسيستغرق ذلك وقتًا ومالًا كثيرا، مثل الجحيم، إذا جاز لي القول. يعد الانتقال بمرحلتين أكثر فاعلية [...] لأنه يمكننا استخدام - وهذا هو هدفنا - مركبات الإطلاق الحالية أو مركبات الإطلاق مع الحد الأدنى من التطوير.»  هذا يعني أن نظام النقل الفضائي المأهول سيكون لديها ميزانية ضيقة، حيث ستتوفر فقط أنظمة إقلاع ذات حمولة قصوى من فئة Ariane 5 أو Proton أو أنجارا للإطلاق. من خلال عمليتي إطلاق ورسو في المدار الأرضي المنخفض، مما يعني أن CSTS جنبًا إلى جنب مع مرحلة مغادرة الأرض لن تكون قادرة على حمل وزن أكثر من حوالي 45 إلى 50 طنًا في المدار الأرضي المنخفض (لاحظ مع ذلك أن هذا مخصص فقط للمركبة الفضائية القمرية، لم يتم دمج مركبة الهبوط على سطح القمر في هذا الحساب).
قدم عرض وكالة الفضاء الأوروبية من 13 يونيو 2006 مهمة مدارية إلى القمر لمركبة CSTS الفضائية مع 3 عمليات إطلاق، اثنتان منها عبارة عن وحدات دفع لدفع المركبة الفضائية إلى مسار عبر القمر. مثل هذا السيناريو، على الرغم من كونه أكثر تعقيدًا من نهج المرحلتين الذي ذكره مانويل فالس، فإنه يعطي مساحة أكبر فيما يتعلق بالميزانية الشاملة للنظام النقل الفضائي للرواد.
يمكن لمفاهيم EADS Astrium Space Transportation لتكييف Ariane 5 ECB لاستكشاف القمر أن تزيد من أداء أريانا 5 ليو إلى 27 طنًا. تستلزم تعديلات الأداء هذه استخدام غلاف صاروخ متماسك مركب، وترقيات للمحركات Vulcain Mk III و Vinci (ECSB).

## مواقع الإطلاق المقترحة
تم اعتبار كل من موقع وكالة الفضاء الأوروبية في جويانا الفرنسية والميناء الفضائي الروسي المخطط له في فوستوشني مواقع إطلاق لمركبة الفضاء CSTS. لم يتقرر بعد أي صاروخ حامل سيحمل المركبة الفضائية إلى المدار، لكن مانويل فالس أشار إلى أنه بجانب الصاروخ الروسي، يمكن أن يعمل آريان 5 أيضًا كصاروخ حامل. 
في نفس الوقت تقريبًا الذي أعلنت فيه FKA وإيسا عن خططهما للمركبة الفضائية CSTS ، أعلنت وكالة الفضاء الألمانية DLR جنبًا إلى جنب مع إيدز أتريوم دعمهما لاقتراح تطوير ATV . يتصور هذا الاقتراح تطوير مركبة ATV معدلة مع كبسولة إعادة الدخول التي سيتم استخدامها لإعادة حمولات من محطة الفضاء الدولية بحلول عام 2013 وفي المرحلة الثانية مركبة مأهولة تعتمد على هذه المركبة المعدلة بحلول عام 2017. وتم تعديل هذين التاريخين لاحقًا إلى 2015 و 2020 على التوالي. كما تم تقديم هذا الاقتراح إلى مجلس إدارة وكالة الفضاء الأوروبية في اجتماعها في نوفمبر 2008 وتلقى تمويلًا لمرحلة التطوير الأولية لمركبة إرجاع الحمولات التي قد تكون جاهزة بحلول عام 2017. ربما يكون مفهوم تطوير ATV قد ساهم في نهاية مشروع نظام نقل فضائي مأهول. ومع ذلك، ينفي رئيس وكالة الفضاء الأوروبية أن تكون خطة تطوير مركبة النقل المؤتمتة بديلاً ولا تزال المحادثات جارية حول ما إذا كان سيتم الاستمرار في تمويل خطة ACTS أم لا. 

## التطورات اللاحقة
في عام 2009، قررت روسيا الاحتفاظ بالتصميم العام للمركبة الفضائية CSTS لمركبتها الفضائية الجديدة المأهولة، والتي تطورت في النهاية إلى مشروع PPTS . في غضون ذلك، اتخذت وكالة الفضاء الأوروبية مشروعًا منفردًا لنمذجة ACTS بعد مركبة ATV التي تنقل الإمدادات إلى محطة الفضاء الدولية. في بداية العقد الجديد، تم تأجيل الخطط الروسية لتطوير PPTS تدريجياً. 
في يناير 2013، أعلنت وكالة ناسا أن وكالة الفضاء الأوروبية ستبني وحدة خدمة لرحلة اختبار أوريون أرتميس 1 ، وهي خطوة رئيسية في التعاون الدولي في استكشاف الفضاء السحيق. بعد ذلك، وقعت وكالة الفضاء الأوروبية اتفاقية مع وكالة ناسا التي شهدت تحويل جزء من تركيز تطوير مركبة النقل المؤتمتة نحو تطوير وحدة خدمة لمركبة أوريون الفضائية. هذه الوحدة مشتقة من وحدة الخدمة الحالية للمركبة الفضائية لإعادة إمداد ATV.

## أنظر أيضا

### مركبة فضائية أوروبية مأهولة
- هيرميس، طائرة فضائية مأهولة تصميمها سابقًا قيد التطوير من قبل وكالة الفضاء الأوروبية / المركز الوطني الفرنسي للدراسات الفضائية. ألغيت في 1994.
- خطة تطوير مركبة النقل المؤتمتة (ATV)، اقترحت بديلًا للمركبة الفضائية المأهولة الأوروبية لـ ACTS

### مركبة فضائية روسية مأهولة
- سويوز، العمود الفقري للحقبة السوفيتية، تستخدمه وكالة روسكوزموس الروسية
- كليبر، البديل المقترح لشركة إنيرجيا عن سويوز. ألغيت في عام 2009.
- Orel (مركبة فضائية) ، مركبة فضائية روسية مأهولة، مخطط لاستبدال Soyuz ، قيد التطوير.

### مركبة فضائية مأهولة من الولايات المتحدة
- مركبة استكشاف الطاقم، استبدال مكوك الفضاء المخطط لناسا. ألغيت في عام 2010.
- أوريون، استبدال مكوك الفضاء المخطط لوكالة ناسا، في تطوير مشترك من قبل ناسا ووكالة الفضاء الأوروبية
- مركبة الفضاء سبيس إكس دراجون 2 ، مركبة الفضاء المأهولة من سبيس إكس لعقود رحلات المدار الأرضي المنخفض، تم إطلاقها بنجاح إلى محطة الفضاء الدولية في عام 2020
- Boeing CST-100 Starliner ، مركبة فضائية مأهولة بالولايات المتحدة لعقود رحلة LEO ، تم إطلاقها بدون طاقم في عام 2019

### مركبة فضائية أخرى مأهولة
- Gaganyaan ، مركبة فضائية مأهولة هندية قيد التطوير
- شنتشو، مركبة فضاء صينية مأهولة

## أقرأ ايضا
- مشروع جيميني